# Плотонешти (Васлуј)
Плотонешти (рум. Plotonești) насеље је у Румунији у округу Васлуј у општини Димитрије Кантемир. Oпштина се налази на надморској висини од 125 m.

## Становништво
Према подацима из 2002. године у насељу је живело 419 становника, од којих су сви румунске националности.